# Zsadány
Zsadány község Békés vármegyében, a Sarkadi járásban.

## Fekvése
Békés megye északkeleti részén fekszik, közel a román határhoz, természetföldrajzi szempontból a Kis-Sárrét középső részén. Szomszédai: észak felől Komádi, északkelet felől Biharugra, délkelet felől Geszt, dél felől Mezőgyán és az utóbbihoz tartozó Nagygyanté, nyugat felől Okány, északnyugat felől pedig Körösújfalu.

### Megközelítése
A település központján kelet-nyugati irányban végighúzódik a Furta-Gyula közti 4219-es mellékút (Magyarország), ezen közelíthető meg a 47-es és 44-es főutak felől is, Furta irányából Komádin, Gyula irányából Sarkadon keresztül. A 47-es felől egy másik lehetőség Csökmőnél letérni a 4223-as útra, Újiráznál Komádinak fordulni a 4221-esre, majd onnan a 4219-es úton. A környező települések közül Körösszakállal és Biharugrával a 4216-os, Okánnyal a 4236-os, Mezőgyánnal a 4242-es út köti össze.

## Nevének etimológiája
Zsadány neve először dokumentáltan II. András idejéből ismert, Sadan alakban. A szó etimológiája vitatott. Az etimológiai szótár szláv eredetűnek határozza, a Sadan, Zwdan (=Zudan) alakokból, melynek jelentése személynévként „hatalmas” – ezt azonban nem támasztja alá semmilyen, helyi szláv hatalmasságokról megemlékező adat. Helytörténeti kutatók szerint a nevét még az avar korban nyerhette el: 796-ban ugyanis Nagy Károlynak behódolt egy Zadan vagy Zotan nevű avar kagán – e név jelentése szintén „hatalmas uralkodó”. Finnugor etimológiai szótárak szerint a sadan a proto-finn *sota, illetve a proto-urali *śoďa kifejezésre megy vissza, melynek párhuzama az észt „sada” és a magyar „száz” szavak. Perzsa, illetve iráni párhuzam is szóba jöhet – az észak-iráni Gulisztán tartomány Gorgan megyéjében található Sadan nevű település – a régészeti kutatások szerint a Kárpát-medence folyamatos iráni bevándorlás helyszíne volt i.e. 7-5000 között és a történelem kezdetén első lakói is irániak voltak. Emellett Azerbajdzsánban – melyhez a magyar őstörténetben ismert szerepe adhat kapcsolatot – szintén található hasonló nevű település Sədan néven.

## Története
Zsadány környékének őslakói a géták vagy a szarmaták voltak, de a hunok és az avarok is éltek ezen a környéken. A honfoglaló törzsek az itt talált bihari Földvár elfoglalásával telepedtek meg a vidéken. 1219-ben említik először a községet a Regestrum Varadiense-ben: „midőn lakosa Mikola tizennyolcad magával gyilkossággal vádoltatott…”. A 13. században a Geregye nemzetségbeli Pál országbírónak adományozott falvak között szerepel, helyébe később a Borsák léptek.
A 14. században László aradi, Tatamér alba regiai prépost birtokolja. Ekkor 8 garas pápai tizedet is fizetett a község. A 15. században a Bacsók, a Bajomiak, majd később a Thurzók és Bocskai is birtokosa a településnek. A tatárok és a törökök többször elpusztították a települést, mivel Zsadány fontos hadiútvonal mellett fekszik. A 17. században veszi kezdetét a szervezett református hitélet, ezt követi a 18. század végén a templom és torony építése, amely ma is áll. A 18. században a települést herceg Esterházy Pál nádor kapja másik 15 hajdútelepüléssel együtt. Ebből a derecskei uradalom alakult ki és fejlett társadalmi, gazdasági élet alakult ki.
A trianoni békeszerződés előtt Bihar vármegye Cséffai járásához tartozott.

## Közélete

### Polgármesterei
| Időszak   | Polgármester               | Párt                       | Megjegyzés                            |
| --------- | -------------------------- | -------------------------- | ------------------------------------- |
| 1990–1994 | Kiss Zoltán                | független                  |                                       |
| 1994–1998 | Dudás Árpád                | független                  |                                       |
| 1998–2002 | Dudás Árpád                | független                  | hivataláról lemondott                 |
| 2002–2006 | Dudás Árpád                | független                  | Időközi választás 2011. július 10.    |
| 2006–2010 | Dudás Árpád                | független                  |                                       |
| 2010–2014 | Dudás Árpád                | független                  |                                       |
| 2014–2019 | Dudás Árpád                | független                  |                                       |
| 2019–2020 | Marton Sándor Roland       | független                  | hivataláról lemondott                 |
| 2020–2020 | Pikó István alpolgármester | Pikó István alpolgármester |                                       |
| 2020–2024 | Dudás Árpád                | független                  | Időközi választás: 2020. szeptember 6 |
| 2024–     | Dudás Árpád                | független                  |                                       |

A településen 2020-ban időközi polgármester-választást kellett tartani, mert a 2019 októberében megválasztott előző polgármester néhány hónap után, 2020 februárjának elején, egészségügyi okokra hivatkozva lemondott posztjáról. Az időközi választás időpontját először 2020. április 26-ra tűzték ki, de aznap nem lehetett megtartani, mert a koronavírus-járvány kapcsán életbe lépett veszélyhelyzeti korlátozások lehetetlenné tették a lebonyolítását. A korlátozások feloldását követően a választást 2020. szeptember 6-án tartották meg. A választást a települést 1994 és 2019 között vezető Dudás Árpád nyerte meg.

## Népesség
A település népességének változása:
| Lakosok száma | 1745 | 1749 | 1726 | 1648 | 1558 | 1497 | 1494 |
|               | 2013 | 2014 | 2015 | 2021 | 2022 | 2023 | 2024 |

2001-ben a település lakosságának 99%-a magyar, 1%-a cigány nemzetiségűnek vallotta magát.
A 2011-es népszámlálás során a lakosok 87,1%-a magyarnak, 2,5% cigánynak, 0,8% románnak mondta magát (12,8% nem nyilatkozott; a kettős identitások miatt a végösszeg nagyobb lehet 100%-nál). A vallási megoszlás a következő volt: római katolikus 2,9%, református 44,6%, evangélikus 0,2%, görögkatolikus 1,1%, felekezeten kívüli 25,4% (24,9% nem nyilatkozott).
2022-ben a lakosság 92,8%-a vallotta magát magyarnak, 3,5% cigánynak, 0,7% románnak, 0,1% ukránnak, 0,5% egyéb, nem hazai nemzetiségűnek (7,2% nem nyilatkozott; a kettős identitások miatt a végösszeg nagyobb lehet 100%-nál). Vallásuk szerint 53,8% volt református, 3,3% római katolikus, 1,1% görög katolikus, 0,3% evangélikus, 0,1% ortodox, 0,2% egyéb keresztény, 0,4% egyéb katolikus, 17,7% felekezeten kívüli (23,1% nem válaszolt).

## Címerleírás
"Álló, halfarkú, zölddel és kékkel hasított, alulról vörössel ékelt reneszánsz pajzs. A jobb oldali zöld mezőben, két levéllel arany búzakalász lebeg, a bal oldali kék mezőben ezüst hal úszik a pajzs felső éle felé, az alsó vörös ékben pedig arany szertartás-kehely lebeg. A pajzs felső élén természetes színű sisak, vörös béléssel, aranyos pántozattal helyezkedik el. Nyakában arany szalagon arany medál. A sisakkorona ötágú, három levél között két gyönggyel; zafírral és smaragddal díszített. A sisakdísz: növekvő, jobbra forduló ezüst farkas, amely sást tart buzogánnyal a kezében. A foszlányok kék-ezüst illetve arany-zöld.
Az arany búzakalász a mezőgazdasági termelésre, a megélhetésre, míg az ezüst hal a halászatra, az egykori vízjárta területre, annak élővilágára utal. Az arany áldozó kehely, a református falut, a református lakosságot és egyházat örökíti meg.
A sást tartó ezüst farkas a mocsaras, nádas tájat, annak gazdag állatvilágát jellemzi, mint Arany J. költészetében ezt többször le is írja."
Az önkormányzat címere(heraldikai leírás: készítette Kovács Ferenc grafikus, Komló) Pajzs: csücsköstalpú tárcsapajzs zölddel és kékkel hasított mezejében alulról a pajzsderékig feltolt vörös ék. A vörös mezőben lebegő helyzetű arany áldozókehely. A jobb oldali, zöld mezőben lebegő helyzetű leveles arany búzakalász. A bal oldali, kék mezőben cölöpösen állított lebegő ezüst hal. Sisak: jobbra fordult, arannyal ékített, vörössel bélelt pántos ezüst sisak, vörössel és kékkel ékített arany heraldikai koronával. Sisakdísz: a sisakkoronából növekvő helyzetű, jobbra fordult, ágaskodó ezüst farkas mellső ábaival arany nádszálat tart. Takarók: kék-ezüst, zöld-arany. Felirat: a címer alatt lebegő, hármas tagolású, fecskefarok végződésű, íves arany szalagon feketével nagybetűs ZSADÁNY felirat. A település név előtt és után egy-egy díszpont.

## Nevezetességei
Fancsikapusztán található az egykori Schwartz-Fried kúria és a hozzá tartozó uradalom. A már több mint 100 éves kastély állapota nagyon rossz. A tetők beszakadtak, az egész épület romokban hever. Az ötvenes években történt átépítések teljesen szétrombolták az épület korábbi szerkezetét, ablakait, ajtajait befalazták. A kovácsoltvas kerítésnek csak maradványai fedezhetők fel, a kapuszárnyak kidőltek, az udvar és az egykoron gondozott nagy kert helyén embermagasságú gaz van. Az ötvenes években történt átépítések nem rombolták teljesen szét az épületet mert még ezekben az időkben iskolaként is működött, később tsz iroda is volt, mozi is működött benne. Az épület akkor indult igazából hanyatlásnak amikor is " így mesélték " valaki átvette az épületet és felvette rá a támogatást ami alapján helyreállította volna de a pénz eltűnt, a tető beomlott a födémet egy részen javították és azóta az idő marja szét az egészet.
Másik nevezetessége:  A honfoglalás után önálló Fancsika település, itt találhatók a feltételezett királysírok, korhányok. Elnevezése a néphagyomány szerint: Fancsika, Fanchyka, Fanczika állítólag Attila hun király sok nyelven beszélő kémje, követe volt. Még két Fancsika van. Egy Debrecen közelében, egy pedig Ukrajnában Nagyszőlős mellett.

## Ismert emberek
- Itt született és itt hunyt el Almásy Ernő (1818–1849) magyar honvédőrnagy.
- Kiss Anna (Gyula, 1939. január 26.–) A Nemzet Művésze címmel kitüntetett, Kossuth- és kétszeres József Attila-díjas (1975, 1992) magyar költő, drámaíró, író. A Magyar Művészeti Akadémia Irodalmi Tagozatának tagja (2007).
- Körösmenti Nagy Lajos (Dévaványa, 1905????). 1935-1966 Református Lelkész Zsadányban. Megirta Zsadány monográfiáját, de annak kiadására nem került sor.